# Хипоциклоида
Хипоциклоида (од грч. ὑπό -под, испод и грч. κυκλος-круг ) је крива, коју исцртава тачка на ободу круга, који се без клизања котрља по унутрашњој страни другога непокретнога круга, чији центар је у исходишту.

## Својства
Ако мањи круг има полумер r, а већи круг диамер R = kr онда је параметарска једначина хипоциклоиде дата са:
{\displaystyle x(\theta )=(R-r)\cos \theta +r\cos \left({\frac {R-r}{r}}\theta \right)}
{\displaystyle y(\theta )=(R-r)\sin \theta -r\sin \left({\frac {R-r}{r}}\theta \right),}
или са:
{\displaystyle x(\theta )=r(k-1)\cos \theta +r\cos \left((k-1)\theta \right)\,}
{\displaystyle y(\theta )=r(k-1)\sin \theta -r\sin \left((k-1)\theta \right).\,}
- Ако је {\displaystyle k} целобројан онда је хипоциклоида затворена и има {\displaystyle k} шиљака. За {\displaystyle k=2} добија се права, а кругови се називају Карданови кругови према Ђироламу Кардану, који их је први изучавао.
- У случају да је {\displaystyle k} рационалан број једнак p/q тада хипоциклоида има p шиљака.
- У случају да је {\displaystyle k} ирационалан број крива се никада не затвара, па се добија бесконачан број шиљака.

## Примери
- Примери хипоциклоида
- k=3 - делтоида
- k=4 - астроида
- k=5
- k=6
- k=2.1
- k=3.8
- k=5.5
- k=7.2

- Хипоциклоида представља специјални случај хипотрахоиде.
- Делтоида је хипоциклоида са три шиљка
- Астроида је хипоциклоида са четири шиљка